# YGM貿易

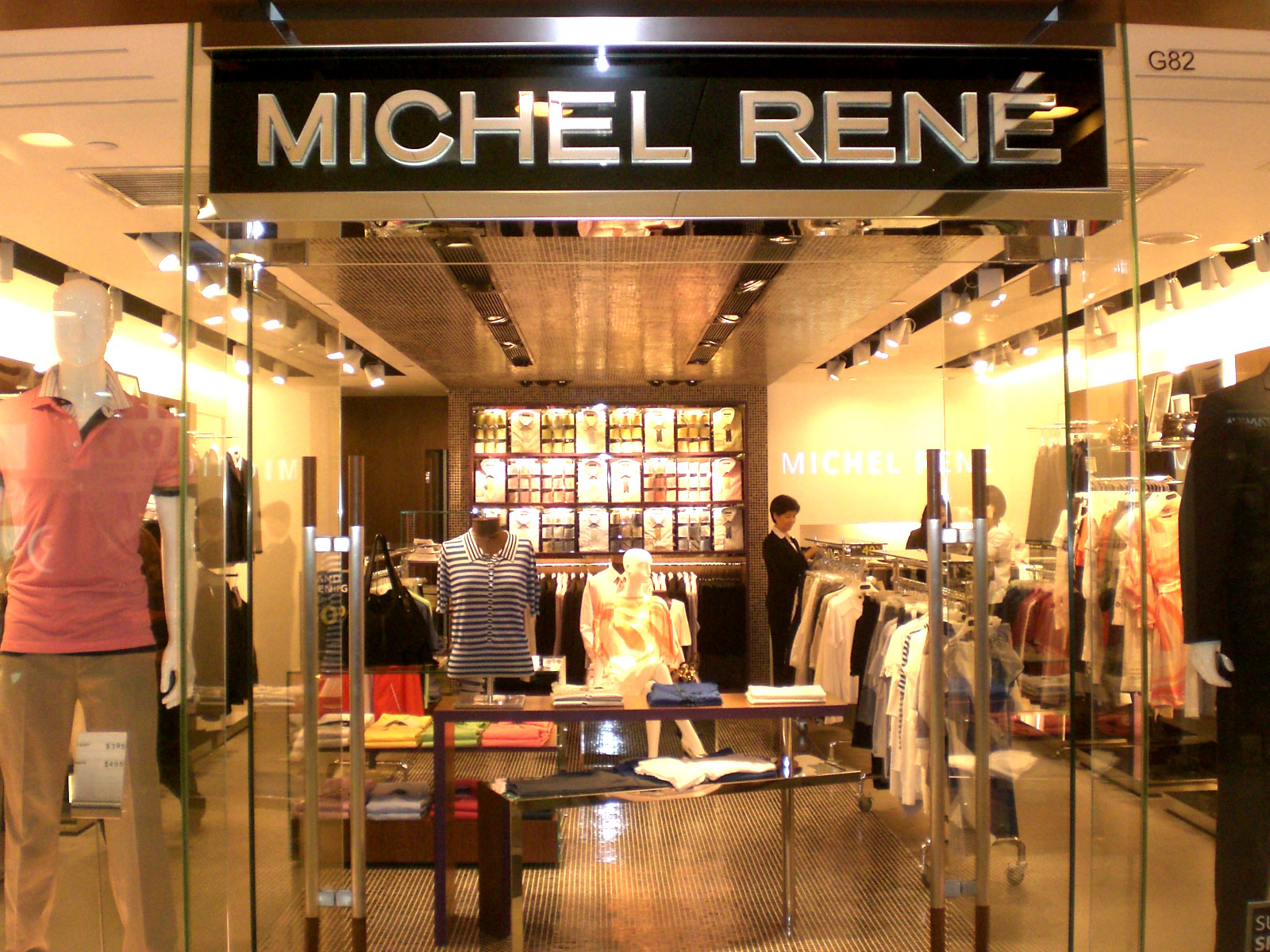
馬獅龍，YGM貿易屬下商店

YGM貿易有限公司是香港上市公司（港交所：0375），製造香港品牌成衣。
YGM貿易是由另一上市公司長江製衣（港交所：0294）所分拆出來的，自家品牌零售業務，總部在九龍東新蒲崗大有街（近港鐵鑽石山站）。法律顧問為孖士打律師行，核數師為畢馬威會計師事務所。核心業務為成衣批發和零售，其他業務包括成衣製造、物業投資及印刷等。YGM貿易在發展成衣零售及批發業務的同時，亦積極發展特許經營業務，更成功收購國際知名品牌。於2019年9月，YGM正式收購ASHWORTH並成為品牌全球擁有人。

YGM貿易旗下擁有近100個銷售點，龐大的零售網路遍佈香港、澳門、中國內地、臺灣、東南亞及歐洲等地。YGM貿易於過去數十年積極于大中華地區發展零售市場，於主要城市如北京、上海。廣州等地建立零售網路，並同時於其他城市繼續拓展業務，YGM貿易於中國內地已設立超過50個銷售點，零售店的數量亦逐年遞增。
YGM 集團除有自家品牌MICHEL RENE 馬獅龍外，更有全資擁有的法國Guy Laroche及來自美國的Ashworth雅獅威。而現有代理品牌方面，有來自美國的Black Clover以及瑞典的J.Lindeberg。

## 其他品牌時裝
- Ashworth
- Black Clover
- Guy de Guy Laroche
- J.Lindeberg

## 參看
- 香港名牌選舉

## 外部參考
- YGM貿易有限公司官方網址 （页面存档备份，存于）